# Rebecca Black
Rebecca Renee Black (Anaheim, Kalifornia, 1997. június 21. –) amerikai popénekes. 2011-es Friday című dalával tett szert világhírnévre. A dalt Clarence Jey és Patrice Wilson írta és rendezte. A videó gyorsan elterjedt a YouTube-on és a közösségi oldalakon, nézői és a kritikusok pedig sok alkalommal kritizálták azt, egyesek egyenesen a valaha létezett legrosszabb dalnak minősítve. A YouTube-on nagy nézettségre tett szert a Friday klipje (2011. május 30-án összesen 153,9 millió megtekintés), és a megtekintők közül 3 millióan értékelték negatívan azt. A dalt kislemezként is kiadták, ami a Billboard Hot 100 toplistára is felkerült. A dal miatt több halálos fenyegetés is érte. 2023-ban jelent meg debütáló albuma, a Let Her Burn, amit méltattak a zenekritikusok, egyesek szerint feszegette a pop határait.

## Korai évei
Rebecca 1997. június 21-én született az Amerikai Egyesült Államokban, a kaliforniai Anaheimben. Apja John Jeffery Black, anyja Georgina Marquez Kelly, és spanyol, olasz, lengyel és amerikai felmenőkkel is rendelkezik. Kitüntetéssel tanuló diákként Rebecca tanult táncolni, iskolai előadásokat hallgatott, nyári zenei táborokba járt, és 2008-ban kezdett nyilvánosan is énekelni, miután csatlakozott egy amerikai hazafias csoporthoz.

## Énekesi karrierje

### Ark Music Factory és a „Friday” (2010–2011)
2010-ben egyik osztálytársa beszélt Rebeccának a Los Angeles-i ARK Music Factory kiadóról, aki maga is a vállalat egyik kliense volt. Anyja 4000 amerikai dollárt fizetett a cégnek a videóklip elkészítéséért. Az általuk írt Friday kislemez a YouTube-on és az iTunes-on jelent meg. Az előbbire 2011. február 10-én töltötték fel, és az első hónapban 1000 megtekintést kapott. A videó 2011. március 11-én kezdett el vírusszerűen terjedni az interneten, főleg a közösségi oldalak és a Twitter segítségével, és igen hamar az egyik legtöbbet beszélt téma lett, több milliós megtekintéssel. A videóra a média is hamar felfigyelt, ám nagyrészt negatív visszhangot váltott ki. 2011. június 14-ig a videót megtekintők közül 3 millióan nyilvánították ki nemtetszésüket, és 451 ezren szavaztak pozitívan róla. 2011. március 22-én a Billboard magazin 40 000 körülire becsülte digitális kislemezeinek megvásárolt példányszámát. A dal felkerült a Billboard Hot 100 listájára és az új-zélandi kislemezlistára 58. és 33. helyen. Az Egyesült Királyságban, a brit kislemezlistán a 61. helyet sikerült megszereznie.
Rebecca a The Sun lapnak adott interjújában elmondta, hogy jelenleg egy új dalon dolgozik, amelyet elképzelhető, hogy kislemezként ad ki. Jelenleg azonban nem rendelkezik lemezszerződéssel egyetlen kiadóval sem. Elmondta még, hogy éppen anyagot készít fel debütáló albumához, amely a Los Angeles-i Flying Pig Productions stúdióban készül és a Friday-hez hasonló dalokat és témákat tartalmaz, mivel szeretné ha helyénvaló és tiszta lenne. Rebecca április 1-jén a Funny or Die weboldallal állt össze néhány videó erejéig, melyet az esemény idejére Friday or Die névre kereszteltek át. Ezek egyikében kijelentette, hogy ő Justin Bieber rajongója, és szívesen énekelne duettet vele.
Internetes videója hatására több halálos fenyegetést kapott 2011 februárjában, főleg telefonon és e-mailben. Ezek ügyében az anaheimi rendőrség nyomozást indított.
Az MTV őt választotta ki arra, hogy 2011 áprilisában az első online díjátadójukat, az O Music Awards Fan Army Party-t vezesse. A Friday előtti tisztelgésként Rebecca játszotta Katy Perry legjobb barátnőjének szerepét a Last Friday Night (T.G.I.F.) videóklipjében. Dala a Glee című brit televíziós sorozatban is megjelent a Prom Queen című epizódban, amelyet 2011. május 10-én sugároztak először. Amikor megkérdezték a sorozat alkotóját, Ryan Murphy-t ennek okáról, ő azt válaszolta, hogy „a show a popkultúra előtt tiszteleg, és akár tetszik, akár nem, ez a dal is része annak.” 2016-ra tervezi bemutatkozó albumának kiadását.

### RB Records (2011–)
Az ARK Music Factory stúdióval való szakítása után bejelentette, hogy egy független lemezkiadót akar indítani RB Records néven. 2011. július 18-án megjelent a My Moment című saját készítésű kislemeze is, amelyet klippel együtt feltöltött a YouTube csatornájára. A videó november 27-ig 590 000 nem tetszést és 340 000 tetszést kapott a nézőktől. A videóklipben, Morgan Lawley rendező Black életéről szóló videókat szerepeltet híressé válása előttről és utánról.
Black 2012-ben tervezi egy debütáló album megjelentetését. A dalok felvétele Charlton Pettus zenei rendező stúdiójában történik. A megjelenésre azonban az ígért október 31-i dátum után hónapokkal sem került sor.
Harmadik dala videóklipjének forgatását október 25-én jelentette be. A dalra először 'POI' néven utalt, majd később derült ki a pontos cím: Person of Interest. A hivatalos klip rövid előzetese 2011. november 30-án került fel az internetre. November 10-én egy újabb előzetes jelent meg, a dal egy részével együtt. A teljes dal november 15-én került fel a YouTube videomegosztóra. 2012. május 8-án megjelent negyedik kislemeze, a "Sing It". 2012. november 24-én Black kiadta következő kislemezét, az In Your Words-öt.
A Telstra 2011 végén Ausztráliába vitte, hogy vele reklámozza az induló 4G szolgáltatását. 2012-ben csatlakozott a Marker Studios Youtube-hálózathoz, ahol főleg saját zeneszámokat és videóblogot tartalmazó videókat készít. A videóblogjában a rajongói kérdésekre válaszol, és bemutatja az élete történéseit.

## Magánélete
2011-ben otthagyta az iskolát és magántanuló lett, mivel egyrészt osztálytársai verbálisan bántalmazták őt, másrészt idejének nagyobb részét szeretné karrierje építésére fordítani. Egy George nevű betta hala van, mely videóiban is gyakran megjelenik a háttérben. Továbbá egy kutyája is van, akit az utcáról fogadott be, az ő neve Nelly.

## Diszkográfia

### Stúdióalbumok
- Let Her Burn (2023)
- Salvation (2025)

### Fontosabb kislemezek
| Friday                                                                 | 2011 | 58 | 1 | —  | 40 | 61 | 46 | 33 | 45 | 60 | - RIAA: Aranylemez | Nem jelent meg albumon |
| My Moment                                                              | 2011 | —  | — | —  | —  | —  | —  | —  | —  | —  |                    | Nem jelent meg albumon |
| Person of Interest                                                     | 2011 | —  | — | —  | —  | —  | —  | —  | —  | —  |                    | Nem jelent meg albumon |
| Sing It                                                                | 2012 | —  | — | —  | —  | —  | —  | —  | —  | —  |                    | Nem jelent meg albumon |
| In Your Words                                                          | 2012 | —  | — | —  | —  | —  | —  | —  | —  | —  |                    | Nem jelent meg albumon |
| Saturday (Dave Daysszel)                                               | 2013 | 55 | 2 | —  | —  | —  | —  | —  | —  | —  |                    | Nem jelent meg albumon |
| The Great Divide                                                       | 2016 | —  | — | 23 | —  | —  | —  | —  | —  | —  |                    | RE / BL                |
| Friday (Remix) (3OH!3, Big Freedia és Dorian Electra közreműködésével) | 2021 | —  | — | —  | —  | —  | —  | —  | —  | —  |                    | Nem jelent meg albumon |
| —: nem ért el helyezést.                                               |      |    |   |    |    |    |    |    |    |    |                    |                        |

## Díjak
2011 áprilisában az MTV O Music Awardson jelölték a Kedvenc Animált GIF kategóriában az egyik olyan animációt, amelyen ő, a 50 Cent és Bert látható. 2011 augusztusában a 2011 Teen Choice Awardson ő nyert a websztár kategóriában.
| Év   | Jelölt                                                  | Esemény                  | Díj                    | Eredmény |
| ---- | ------------------------------------------------------- | ------------------------ | ---------------------- | -------- |
| 2011 | „Which Seat Can I Take?” (50 Cent, Rebecca Black, Bert) | MTV O Music Awards       | Kedvenc Animált GIF    | Jelölve  |
| 2011 | Ő                                                       | 2011 Teen Choice Awards  | Choice Web Star        | Elnyerte |
| 2011 | Ő                                                       | J-14's Teen Icon Awards  | Ikonikus Webcsillag    | Jelölve  |
| 2012 | Ő                                                       | Hollywood Teen TV Awards | Favorite Breakout Star | Jelölve  |

## Fordítás
- Ez a szócikk részben vagy egészben  a   Rebecca Black című angol Wikipédia-szócikk ezen változatának fordításán alapul.  Az eredeti cikk szerkesztőit annak laptörténete sorolja fel. Ez a jelzés csupán a megfogalmazás eredetét és a szerzői jogokat jelzi, nem szolgál a cikkben szereplő információk forrásmegjelöléseként.